# First Division 1911-1912
La First Division 1911-1912 è stata la 24ª edizione della massima serie del campionato inglese di calcio, disputato tra il 2 settembre 1911 e il 29 aprile 1912 e concluso con la vittoria del Blackburn, al suo primo titolo.
Capocannoniere del torneo sono stati Harry Hampton (Aston Villa), George Holley (Sunderland) e David McLean (Sheffield Weds), con 25 reti ciascuno.

## Squadre partecipanti
| Club             | Stagione | Città               | Stadio               | Stagione precedente                   |
| ---------------- | -------- | ------------------- | -------------------- | ------------------------------------- |
| Aston Villa      | dettagli | Birmingham          | Villa Park           | 2º posto in First Division            |
| Blackburn        | dettagli | Blackburn           | Ewood Park           | 12º posto in First Division           |
| Bolton           | dettagli | Bolton              | Burnden Park         | 2º posto in Second Division, promosso |
| Bradford City    | dettagli | Bradford            | Valley Parade        | 5º posto in First Division            |
| Bury             | dettagli | Bury                | Gigg Lane            | 18º posto in First Division           |
| Everton          | dettagli | Liverpool           | Goodison Park        | 4º posto in First Division            |
| Liverpool        | dettagli | Liverpool           | Anfield              | 13º posto in First Division           |
| Manchester City  | dettagli | Manchester          | Hyde Road            | 17º posto in First Division           |
| Manchester Utd   | dettagli | Manchester          | Old Trafford         | 1º posto in First Division            |
| Middlesbrough    | dettagli | Middlesbrough       | Ayresome Park        | 16º posto in First Division           |
| Newcastle Utd    | dettagli | Newcastle upon Tyne | St James' Park       | 8º posto in First Division            |
| Notts County     | dettagli | Nottingham          | Trent Bridge         | 11º posto in First Division           |
| Oldham Athletic  | dettagli | Oldham              | Boundary Park        | 7º posto in First Division            |
| Preston N.E.     | dettagli | Preston             | Deepdale             | 14º posto in First Division           |
| Sheffield Utd    | dettagli | Sheffield           | Bramall Lane         | 9º posto in First Division            |
| Sheffield Weds   | dettagli | Sheffield           | Hillsborough Stadium | 6º posto in First Division            |
| Sunderland       | dettagli | Sunderland          | Roker Park           | 3º posto in First Division            |
| Tottenham        | dettagli | Londra              | White Hart Lane      | 15º posto in First Division           |
| West Bromwich    | dettagli | West Bromwich       | The Hawthorns        | 1º posto in Second Division, promosso |
| Woolwich Arsenal | dettagli | Londra              | Manor Ground         | 10º posto in First Division           |

## Classifica finale
|  | Pos. | Squadra          | Pt | G  | V  | N  | P  | GF | GS | Med   |
|  | ---- | ---------------- | -- | -- | -- | -- | -- | -- | -- | ----- |
|  | 1.   | Blackburn        | 49 | 38 | 20 | 9  | 9  | 60 | 43 | 1.395 |
|  | 2.   | Everton          | 46 | 38 | 20 | 6  | 12 | 46 | 42 | 1.095 |
|  | 3.   | Newcastle Utd    | 44 | 38 | 18 | 8  | 12 | 64 | 50 | 1.280 |
|  | 4.   | Bolton           | 43 | 38 | 20 | 3  | 15 | 54 | 43 | 1.256 |
|  | 5.   | Sheffield Weds   | 41 | 38 | 16 | 9  | 13 | 69 | 49 | 1.408 |
|  | 6.   | Aston Villa      | 41 | 38 | 17 | 7  | 14 | 76 | 63 | 1.206 |
|  | 7.   | Middlesbrough    | 40 | 38 | 16 | 8  | 14 | 56 | 45 | 1.244 |
|  | 8.   | Sunderland       | 39 | 38 | 14 | 11 | 13 | 58 | 51 | 1.137 |
|  | 9.   | West Bromwich    | 39 | 38 | 15 | 9  | 14 | 43 | 47 | 0.915 |
|  | 10.  | Woolwich Arsenal | 38 | 38 | 15 | 8  | 15 | 55 | 59 | 0.932 |
|  | 11.  | Bradford City    | 38 | 38 | 15 | 8  | 15 | 46 | 50 | 0.920 |
|  | 12.  | Tottenham        | 37 | 38 | 14 | 9  | 15 | 53 | 53 | 1.000 |
|  | 13.  | Manchester Utd   | 37 | 38 | 13 | 11 | 14 | 45 | 60 | 0.750 |
|  | 14.  | Sheffield Utd    | 36 | 38 | 13 | 10 | 15 | 63 | 56 | 1.125 |
|  | 15.  | Manchester City  | 35 | 38 | 13 | 9  | 16 | 56 | 58 | 0.966 |
|  | 16.  | Notts County     | 35 | 38 | 14 | 7  | 17 | 46 | 63 | 0.730 |
|  | 17.  | Liverpool        | 34 | 38 | 12 | 10 | 16 | 49 | 55 | 0.891 |
|  | 18.  | Oldham Athletic  | 34 | 38 | 12 | 10 | 16 | 46 | 54 | 0.852 |
|  | 19.  | Preston N.E.     | 33 | 38 | 13 | 7  | 18 | 40 | 57 | 0.702 |
|  | 20.  | Bury             | 21 | 38 | 6  | 9  | 23 | 32 | 59 | 0.542 |

Legenda:
      Campione d'Inghilterra.
      Retrocessa in Second Division.
Regolamento:
Due punti a vittoria, uno a pareggio, zero a sconfitta.
A parità di punti le squadre venivano classificate secondo il quoziente reti.

## Risultati

### Tabellone
|                  | Ast  | Bla  | Bol  | Bra  | Bry  | Eve  | Liv  | MaC  | MaU  | Mid  | New  | NtC  | Old  | Pre  | ShU  | ShW  | Sun  | Tot  | WBA  | Woo  |
| ---------------- | ---- | ---- | ---- | ---- | ---- | ---- | ---- | ---- | ---- | ---- | ---- | ---- | ---- | ---- | ---- | ---- | ---- | ---- | ---- | ---- |
| Aston Villa      | –––– | 0-3  | 0-1  | 0-0  | 5-2  | 3-0  | 5-0  | 3-1  | 6-0  | 2-1  | 2-0  | 5-1  | 6-1  | 1-0  | 1-0  | 2-3  | 1-3  | 2-2  | 0-3  | 4-1  |
| Blackburn        | 3-1  | –––– | 2-0  | 3-1  | 2-0  | 2-1  | 1-0  | 2-0  | 2-2  | 2-1  | 1-1  | 0-0  | 1-0  | 3-0  | 1-0  | 0-0  | 2-2  | 0-0  | 4-1  | 4-0  |
| Bolton           | 3-0  | 2-0  | –––– | 2-0  | 1-0  | 1-2  | 2-1  | 2-1  | 1-1  | 1-0  | 0-2  | 3-0  | 2-1  | 3-0  | 0-3  | 4-2  | 3-0  | 1-0  | 2-0  | 2-2  |
| Bradford City    | 2-1  | 1-0  | 1-0  | –––– | 1-0  | 1-0  | 0-2  | 4-1  | 0-1  | 2-1  | 1-1  | 2-3  | 0-0  | 0-1  | 1-0  | 5-1  | 2-1  | 3-0  | 4-1  | 1-1  |
| Bury             | 1-1  | 1-2  | 1-3  | 2-0  | –––– | 1-2  | 2-2  | 1-2  | 0-1  | 0-2  | 2-1  | 0-1  | 1-1  | 0-0  | 3-1  | 2-2  | 0-2  | 2-1  | 1-0  | 3-1  |
| Everton          | 1-1  | 1-3  | 1-0  | 1-0  | 1-1  | –––– | 2-1  | 1-0  | 4-0  | 1-0  | 2-0  | 1-1  | 1-1  | 1-0  | 3-2  | 1-0  | 1-0  | 2-2  | 3-0  | 1-0  |
| Liverpool        | 1-2  | 1-2  | 1-0  | 1-0  | 1-1  | 1-3  | –––– | 2-2  | 3-2  | 1-1  | 0-1  | 3-0  | 1-0  | 0-1  | 2-0  | 1-1  | 2-1  | 1-2  | 1-3  | 4-1  |
| Manchester City  | 2-6  | 3-0  | 3-1  | 4-0  | 2-0  | 4-0  | 2-3  | –––– | 0-0  | 2-0  | 1-1  | 4-0  | 1-3  | 0-0  | 0-0  | 4-0  | 2-0  | 2-1  | 0-2  | 3-3  |
| Manchester Utd   | 3-1  | 3-1  | 2-0  | 0-1  | 0-0  | 2-1  | 1-1  | 0-0  | –––– | 3-4  | 0-2  | 2-0  | 3-1  | 0-0  | 1-0  | 3-1  | 2-2  | 1-2  | 1-2  | 2-0  |
| Middlesbrough    | 1-2  | 2-1  | 1-0  | 1-0  | 1-1  | 0-0  | 3-2  | 3-1  | 3-0  | –––– | 1-1  | 4-0  | 3-0  | 4-2  | 1-1  | 1-1  | 3-3  | 2-0  | 1-0  | 0-2  |
| Newcastle Utd    | 6-2  | 4-2  | 5-2  | 0-2  | 3-2  | 2-0  | 1-1  | 1-0  | 2-3  | 0-1  | –––– | 3-2  | 1-1  | 1-0  | 2-2  | 0-2  | 3-1  | 2-0  | 0-0  | 1-2  |
| Notts County     | 2-0  | 1-3  | 3-2  | 0-0  | 2-0  | 0-1  | 0-0  | 0-1  | 0-1  | 2-1  | 1-4  | –––– | 1-1  | 1-2  | 2-0  | 1-0  | 3-1  | 2-2  | 2-0  | 3-1  |
| Oldham Athletic  | 1-2  | 0-1  | 3-1  | 3-0  | 2-0  | 3-0  | 0-1  | 4-1  | 2-2  | 2-0  | 2-4  | 1-2  | –––– | 1-0  | 2-3  | 1-0  | 0-0  | 2-1  | 3-1  | 0-0  |
| Preston          | 4-1  | 2-2  | 1-2  | 2-2  | 1-0  | 2-1  | 2-1  | 2-1  | 0-0  | 0-3  | 2-1  | 2-1  | 0-1  | –––– | 3-0  | 2-3  | 0-3  | 0-1  | 1-1  | 0-1  |
| Sheffield Utd    | 0-1  | 1-1  | 0-5  | 7-3  | 4-0  | 2-1  | 3-1  | 6-2  | 6-1  | 1-1  | 2-1  | 1-3  | 4-0  | 4-2  | –––– | 1-1  | 1-2  | 1-2  | 1-1  | 2-1  |
| Sheffield Weds   | 3-0  | 1-1  | 0-1  | 4-2  | 2-1  | 1-3  | 2-2  | 3-0  | 3-0  | 0-2  | 1-2  | 3-0  | 1-0  | 0-1  | 1-1  | –––– | 8-0  | 4-0  | 4-1  | 3-0  |
| Sunderland       | 2-2  | 3-0  | 0-1  | 1-1  | 1-0  | 4-0  | 1-2  | 1-1  | 5-0  | 1-0  | 1-2  | 5-0  | 4-2  | 3-0  | 0-0  | 0-0  | –––– | 1-1  | 3-2  | 1-0  |
| Tottenham        | 2-1  | 0-2  | 1-0  | 2-3  | 2-1  | 0-1  | 2-0  | 0-2  | 1-1  | 2-1  | 1-2  | 2-2  | 4-0  | 6-2  | 1-1  | 3-1  | 0-0  | –––– | 1-0  | 5-0  |
| West Bromwich    | 2-2  | 2-0  | 0-0  | 0-0  | 2-0  | 1-0  | 1-0  | 1-1  | 1-0  | 3-1  | 3-1  | 2-1  | 0-0  | 0-2  | 0-1  | 1-5  | 1-0  | 2-0  | –––– | 1-1  |
| Woolwich Arsenal | 2-2  | 5-1  | 3-0  | 2-0  | 1-0  | 0-1  | 2-2  | 2-0  | 2-1  | 3-1  | 2-0  | 0-3  | 1-1  | 4-1  | 3-1  | 0-2  | 3-0  | 3-1  | 0-2  | –––– |